# Andy Whitfield
Andy Whitfield   (Amlwch, 17 d'octubre de 1971 - Sydney, 11 de setembre de 2011) va ser un actor gal·lès. Va ser conegut sobretot pel seu paper principal a la sèrie de televisió de Starz Spartacus: Blood and Sand.

## Primers anys i carrera
Whitfield va néixer a Amlwch, Anglesey, Gal·les. Va estudiar enginyeria a la Universitat Sheffield Hallam d'Anglaterra. Es va traslladar a Austràlia el 1999 per treballar com a enginyer a Lidcombe, abans d'instal·lar-se més tard a Sydney. Va aparèixer en diverses sèries de televisió australianes, com ara Opening Up, All Saints, The Strip, Packed to the Rafters i Les germanes McLeod.
Whitfield va guanyar el seu primer paper destacat a la pel·lícula sobrenatural australiana Gabriel. També va protagonitzar la sèrie de televisió Spartacus: Blood and Sand de 2010, que es va rodar a Nova Zelanda. Whitfield també va aparèixer al thriller australià The Clinic, protagonitzat per Tabrett Bethell (coneguda per Legend of the Seeker) que es va rodar a Deniliquin.
L'agost de 2010, Whitfield es va associar amb Freddie Wong i va crear un vídeo de YouTube de 2 minuts anomenat "Time Crisis", basat en la sèrie de videojocs del mateix nom. Whitfield va fer una breu aparició només de veu sense acreditar a la mini-sèrie preqüela Spartacus: Gods of the Arena, que es va estrenar el 21 de gener de 2011.
Un documental titulat Be Here Now es va estrenar al Festival de cinema de Los Angeles el 2015. Segueix el viatge i la lluita de Whitfield i la seva família mentre se sotmet a un tractament de quimioteràpia pel limfoma no hodgkinià. Posteriorment es va llançar a Netflix com Be Here Now: The Andy Whitfield Story.

## Vida personal
Whitfield va conèixer a la seva futura esposa, Vashti, a Londres després de ser presentat per un amic comú. La parella es va traslladar a Sydney, Austràlia i es va casar el 2001. Van tenir dos fills junts.
El març de 2010, a Whitfield se li va diagnosticar un limfoma no hodgkinià en fase IV i va començar a tractar-se immediatament a Nova Zelanda. Això va retardar la producció de la segona temporada de Spartacus: Vengeance. Mentre esperava el tractament i l'esperada recuperació de Whitfield, Starz va produir una precuela de sis parts, Spartacus: Gods of the Arena, amb només una breu veu en off no acreditada de l'actor. Tot i que es va declarar lliure de càncer el juny del 2010, un control mèdic rutinari al setembre del 2010 va revelar una recaiguda i Whitfield es va veure obligat a abandonar el paper. Starz va escollir l'actor australià Liam McIntyre com a substitut de Whitfield.
Whitfield va morir de limfoma no hodgkinià a Sydney, Nova Gal·les del Sud, Austràlia, l'11 de setembre de 2011, 18 mesos després del seu diagnòstic inicial de càncer.

## Filmografia
| Any  | Títol       | Paper            | Notes                 |
| ---- | ----------- | ---------------- | --------------------- |
| 2007 | Gabriel     | Gabriel          |                       |
| 2010 | The Clinic  | Cameron Marshall |                       |
| 2015 | Be Here Now | Ell mateix       | Estrenada pòstumament |

| Any  | Títol                        | Paper                                 | Notes                                           |
| ---- | ---------------------------- | ------------------------------------- | ----------------------------------------------- |
| 2004 | All Saints                   | Matthew Parkes                        | "Opening Up" (temporada 2, episodi 7)           |
| 2008 | The Strip                    | Charlie Palmer                        | Episodis 2 i 7                                  |
| 2008 | Packed to the Rafters        | Nick Leigh                            | "All in the Planning" (temporada 1, episodi 10) |
| 2008 | Les germanes McLeod          | Brett Samuels                         | "Nowhere to Hide" (Temporada 8, Episodi 4)      |
| 2010 | Spartacus: Blood and Sand    | Espartac                              | Paper principal, 13 episodis                    |
| 2011 | Spartacus: Gods of the Arena | Espartac (només veu, sense acreditar) | "The Bitter End" (episodi 6)                    |